# American Stars ’n Bars
American Stars ’n Bars ist das achte Studioalbum von Neil Young, das 1977 veröffentlicht wurde. Die Zusammenarbeit mit Crazy Horse enthält den bekannten Song Like a Hurricane.

## Cover
Das Album-Cover wurde von Youngs Freund Dean Stockwell, einem Schauspieler, entworfen. Es zeigt den betrunkenen Neil Young, sein Gesicht gegen eine Glasscheibe gedrückt, und eine Frau mit einer Flasche kanadischen Whisky in der Hand. Damit ist das Cover eine Verballhornung des amerikanischen Südstaatenbanners Stars and Bars.

## Allgemeines
Die Titel auf dem Album wurden zwischen November 1974 und April 1977 aufgenommen, sie sind nach dem Zeitpunkt ihres Entstehens aufgelistet.
Die frühesten Aufnahmen wie Star of Bethlehem waren ursprünglich für das 1975 geplante, aber bis 2020 unveröffentlicht gebliebene Album Homegrown vorgesehen. 1976 nahm Neil Young das Lied Will to Love mit einem Kassettenrekorder vor seinem Kamin auf; das Knistern des Feuers ist deutlich zu hören. Weitere Instrumente wurden im Studio hinzugemischt.

## Titelliste
Alle Songs, sofern nicht anders angegeben, wurden von Neil Young geschrieben.
Seite 1:
1. The Old Country Waltz – 2:58
2. Saddle Up the Palomino (Neil Young, Tim Drummond, Bobby Charles) – 3:00
3. Hey Babe – 3:35
4. Hold Back the Tears – 4:18
5. Bite the Bullet – 3:30

Seite 2:
1. Star of Bethlehem – 2:42
2. Will to Love – 7:11
3. Like a Hurricane – 8:20
4. Homegrown – 2:20

## Kritik
Youngs Biograf David Downing bezeichnete die Platte als „unausgeglichenes Album, dessen zwei Seiten sich in Stil und Qualität drastisch unterscheiden“ sowie als „Sammelsurium aus noch ungebrauchten Melodien und fünf Portionen countrylastigen Pops.“ Er befand, dass bereits fertiggestellte Aufnahmen wie Pocahontas, Powderfinger und Captain Kennedy „allesamt ‚American Stars‘ hätten sein können“ und Too Far Gone etwas für die ‚American Bars‘, aber stattdessen „glänzten sowohl Stars wie auch Bars durch Abwesenheit“.